# 프레드 클락
프레드 클라크(Frederick Leonard Clark, 1914년 3월 19일 ~ 1968년 12월 5일)는 미국의 배우이다.

## 출연 작품
- 호스 인 더 그레이 플래늘 슈트 (1968년)
- 스키두 (1968년)
- 폭소 전쟁 (1967년)
- 사전트 데드 헤드 (1965년)
- 닥터 골드풋 앤 더 비키니 머신 (1965년)
- 미이라 묘지의 저주 (1964년)
- 무브 오버, 달링 (1963년)
- 청춘의 모험 (1962년)
- 로프 포 조이 (1960년)
- 벨스 아 링잉 (1960년)
- 앤티 맘 (1958년)
- 물 가까이 가지 마라 (1957년)
- 솔리드 골드 캐딜락 (1956년)
- 비 내리는 밤의 기적 (1956년) - 스티븐 역
- 빌리 밋첼의 군사법원 (1955년)
- 키다리 아저씨 (1955년)
- 리빙 잇 업 (1954년)
- 캐디 (1953년)
- 히어 컴 더 걸스 (1953년)
- 백만장자와 결혼하는 법 (1953년)
- 레몬 드롭 키드 (1951년)
- 젊은이의 양지 (1951년) - 벨로우스 역
- 선셋 대로 (1950년)
- 화이트 히트 (1949년)
- 크라이 오브 더 시티 (1948년)
- 투 가이스 프럼 텍사스 (1948년)
- 인어의 노래 (1948년)
- 핑크 말 타기 (1947년)

### 텔레비전
- 비버리 힐빌리즈 (1963-67)